# Luis Henrique
Luis Henrique Tomaz de Lima (João Pessoa, 14 de dezembro de 2001), conhecido apenas como Luis Henrique, é um futebolista brasileiro que atua como atacante. Atualmente, defende a Internazionale.

## Infância
Luis Henrique nasceu em João Pessoa, mas cresceu na cidade de Solânea, no interior da Paraíba.

## Carreira

### Botafogo
Luis Henrique iniciou sua carreira no Três Passos, antes de se transferir para o Botafogo devido a uma parceria entre os dois clubes. Sua promissora estreia atraiu interesse de alguns clubes europeus como o Bayern de Munique e a Juventus.

### Olympique de Marseille
Em 25 de setembro de 2020, o Olympique de Marseille anunciou a contratação de Luis Henrique. No comunicado oficial, o clube francês não informou o tempo de duração do vínculo com o jogador brasileiro, mas segundo a imprensa local o vínculo válido entre o clube e o jogador seria de cinco anos. No Marseille, Luis Henrique assumiu a camisa de número 11. Luis Henrique pertencia ao Três Passos, do Rio Grande do Sul, e tinha 40% dos direitos econômicos ligados ao Botafogo. Segundo apurou o portal ge, o Olympique desembolsou cerca de 12 milhões de euros (cerca de R$ 77,8 milhões) pelo atacante.

#### Retorno ao Botafogo (empréstimo)
Em 22 de julho de 2022, Luis Henrique foi anunciado pelo Botafogo, por empréstimo. O atacante assinou com o Glorioso um contrato válido até a metade de 2023.

### Inter de Milão
Em 7 de junho de 2025, Luis Henrique se transferiu para a Internazionale. De acordo com a imprensa italiana, Luis Henrique custou aos Nerazzurri cerca de 25 milhões de euros (cerca de R$160 milhões). No clube italiano, o brasileiro vestiu a camisa 11, a mesma que usava no seu último clube.

## Estatísticas na carreira
- Atualizado até 30 de junho de 2025[6]

| Clube                 | Temporada         | Liga              | Liga  | Liga | Copa Nacional | Copa Nacional | Continental | Continental | Outros | Outros | Total | Total |
| Clube                 | Temporada         | Divisão           | Jogos | Gols | Jogos         | Gols          | Jogos       | Gols        | Jogos  | Gols   | Jogos | Gols  |
| --------------------- | ----------------- | ----------------- | ----- | ---- | ------------- | ------------- | ----------- | ----------- | ------ | ------ | ----- | ----- |
| Botafogo              | 2019              | Série A           | 2     | 0    | 0             | 0             | —           | —           | 0      | 0      | 2     | 0     |
| Botafogo              | 2020              | Série A           | 5     | 0    | 4             | 0             | —           | —           | 10     | 2      | 19    | 2     |
| Botafogo              | Total             | Total             | 7     | 0    | 4             | 0             | —           | —           | 10     | 2      | 21    | 2     |
| Marseille             | 2020–21           | Ligue 1           | 19    | 0    | 2             | 0             | 3           | 0           | 0      | 0      | 24    | 0     |
| Marseille             | 2021–22           | Ligue 1           | 20    | 0    | 3             | 1             | 2           | 0           | —      | —      | 25    | 1     |
| Marseille             | 2023–24           | Ligue 1           | 15    | 1    | 2             | 0             | 7           | 0           | —      | —      | 24    | 1     |
| Marseille             | 2024–25           | Ligue 1           | 33    | 7    | 2             | 2             | —           | —           | —      | —      | 35    | 9     |
| Marseille             | Total             | Total             | 87    | 8    | 9             | 3             | 12          | 0           | 0      | 0      | 108   | 11    |
| Botafogo (empréstimo) | 2022              | Série A           | 10    | 0    | —             | —             | —           | —           | —      | —      | 10    | 0     |
| Botafogo (empréstimo) | 2023              | Série A           | 34    | 4    | 6             | 1             | 9           | 1           | 10     | 0      | 59    | 6     |
| Botafogo (empréstimo) | Total             | Total             | 44    | 4    | 6             | 1             | 9           | 1           | 10     | 0      | 69    | 6     |
| Internazionale        | 2024–25           | Serie A           | —     | —    | —             | —             | —           | —           | 3      | 0      | 3     | 0     |
| Total na carreira     | Total na carreira | Total na carreira | 138   | 12   | 19            | 4             | 21          | 1           | 23     | 2      | 201   | 19    |

1. ↑  Includes Copa do Brasil, Coupe de France
2. 1 2  Appearances in Campeonato Carioca
3. ↑  Appearances in UEFA Champions League
4. 1 2  Appearances in UEFA Europa League
5. ↑  Appearances in Copa Sudamericana
6. ↑  Appearances in FIFA Club World Cup

## Links externos
- Perfil de Marselha